# Constantin Flitan
Constantin Flitan (* 26. November 1928 in Novaci, Kreis Gorj; † 1990 in Bukarest) war ein rumänischer Politiker der Rumänischen Kommunistischen Partei PCR (Partidul Comunist Român) und Diplomat, der unter anderem zwischen 1968 und 1977 Botschafter in Frankreich war.

## Leben
Constantin Flitan besuchte zwischen 1939 und 1946 das Militärgymnasium „Dimitrie Alexandru Sturdza“ und begann im Anschluss 1946 eine Offiziersausbildung an der Offiziersschule der Gendarmerie in Bukarest, die er jedoch im Oktober 1947 abbrach. Zugleich begann er 1946 ein Studium an der Fakultät der Rechtswissenschaften der Universität Bukarest, welches er 1950 beendete. Während des Studiums trat er 1947 der Dorfjugendorganisation (Tineretului satesc) bei und engagierte sich als Sekretär der Tineretului satesc in seinem Geburtsort Novaci. Nach Abschluss seines Studiums war er zwischen 1950 und Oktober 1952 als Chef der juristischen Kommission des Allgemeinen Gewerkschaftsbundes (Confederația Generală a Muncii) tätig. Daneben war er an Juristischen Fakultät der Universität Bukarest tätig und dort anfangs von 1950 bis Oktober 1952 mit einer halben Stelle als Lehrer, seit Oktober 1952 als Wissenschaftlicher Assistent sowie seit 1954 mit einer halben Stelle als Lektor und Dozent. Gleichzeitig arbeitete er von 1954 bis Januar 1963 als Leitender wissenschaftlicher Forscher mit dem Fachgebiet Arbeitsrecht am Institut für Rechtsforschung der Rumänischen Akademie (Academia Română).
Flitan, der im Oktober 1960 Mitglied der damaligen Rumänischen Arbeiterpartei PMR (Partidul Muncitoresc Român) wurde, trat im Januar 1963 in das Außenministerium (Ministerul Afacerilor Externe) und war zunächst zwischen Januar 1963 und 1964 Erster Sekretär in der Abteilung Internationalen Organisationen. Anschließend war er von 1964 bis zum 27. Februar 1967 Leiter der Abteilung Recht und Verträge des Außenministeriums sowie zwischen dem 27. Februar 1967 und dem 9. Februar 1968 als Vize-Außenminister einer der Stellvertreter von Außenminister Corneliu Mănescu. Anschließend wurde er am 9. Februar 1968 außerordentlicher und bevollmächtigter Botschafter in Frankreich und verblieb auf diesem Posten mehr als neun Jahre lang bis zum 29. März 1977, woraufhin Corneliu Mănescu ihn ablöste. Auf dem Zehnten Parteitag der PCR (6. bis 12. August 1969) wurde er Kandidat des ZK der PCR und behielt diese Funktion in diesem Parteigremium bis zum Elften Parteitag der PCR (24. bis 27. November 1974). Zugleich wurde er am 1. Juli 1970 Mitglied des Ständigen Schiedshofes in Den Haag. Nach Beendigung seiner Tätigkeit als Botschafter in Paris war er zwischen 1978 und 1981 im Range eines Botschafters Leiter der Abteilung Außenwirtschaft und Internationale Organisationen im Außenministerium und wurde am 30. Juni 1978 auch Präsident des Verbandes der Juristen (Asociație Juriștilor din România).
1980 wurde Constantin Flitan zudem für die PCR Mitglied der Großen Nationalversammlung (Marea Adunare Națională) und vertrat in dieser bis 1985 den Bukarester Wahlkreis Nr. 28 Tei. Während seiner Parlamentszugehörigkeit wurde er am 1. April 1980 sowohl Sekretär des Verfassungs- und Rechtsausschusses sowie Mitglied der Delegation bei der Interparlamentarischen Union (IPU). Er engagierte sich zudem als Mitglied der Bukarester Anwaltsvereinigung sowie als Mitglied des Redaktionskollegiums der juristischen Fachzeitschrift Justiția nouă.

### Ehrungen und Auszeichnungen
Für ihre langjährigen Verdienste wurde Constantin Flitan mehrfach ausgezeichnet und erhielt unter anderem 1964 den Stern der Volksrepublik Rumänien Fünfter Klasse (Ordinul Steaua Republicii Populare Române), 1969 und 1971 den Orden Tudor Vladimirescu Dritter Klasse (Ordinul Tudor Vladimirescu) sowie 1974 den Stern der Sozialistischen Republik Rumänien Dritter Klasse (Ordinul Steaua Republicii Socialiste România).